# W. H. Auden
Wystan Hugh Auden (* 21. Februar 1907 in York; † 29. September 1973 in Wien) war ein englischer Schriftsteller, der 1946 die amerikanische Staatsbürgerschaft annahm.

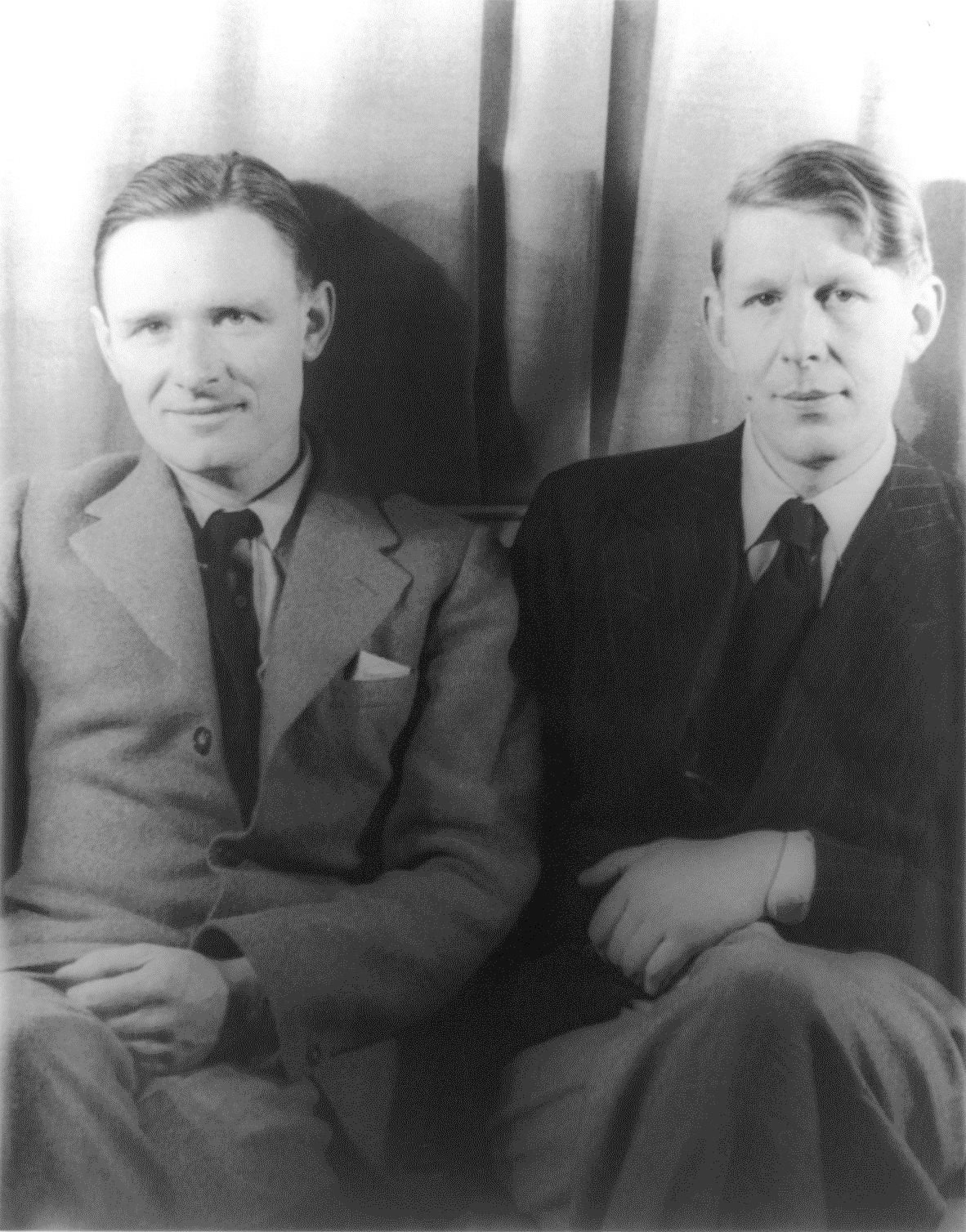
W. H. Auden (rechts) und Christopher Isherwood, fotografiert von Carl van Vechten, 6. Februar 1939

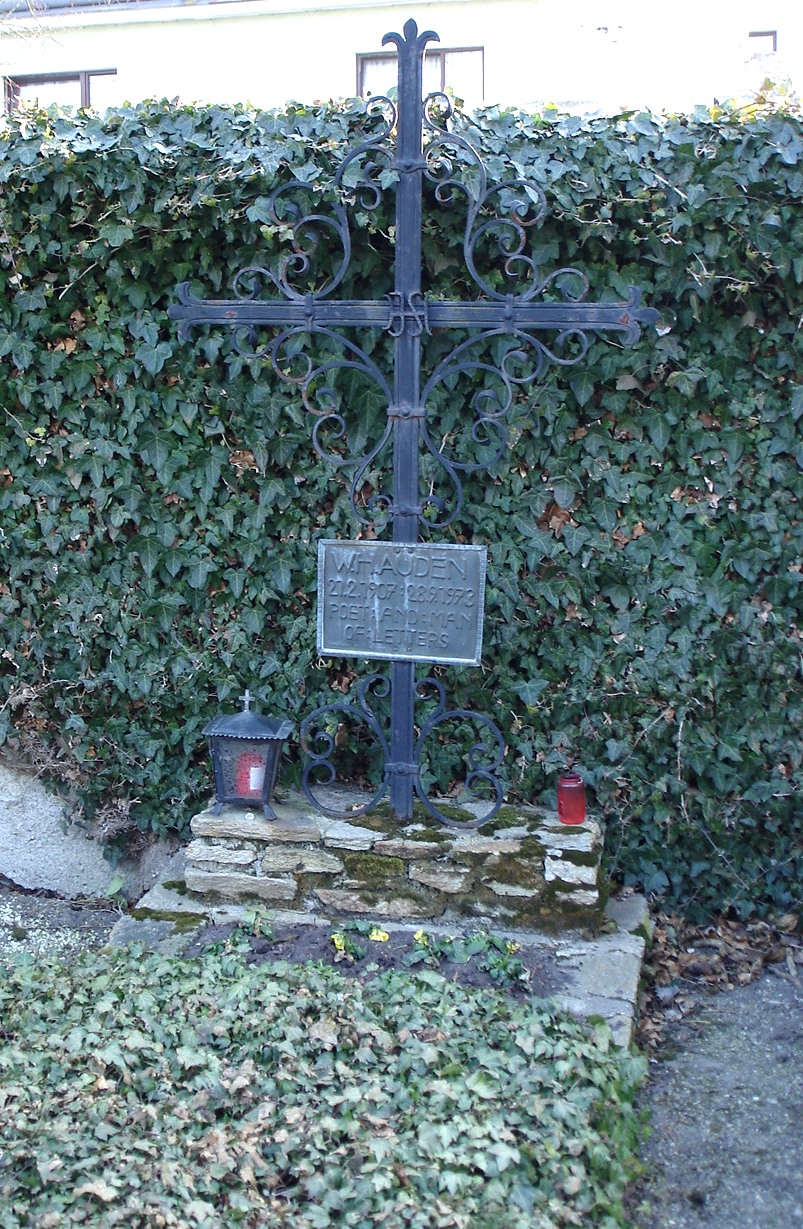
Audens Grab am Friedhof von Kirchstetten (Niederösterreich)

## Leben
W. H. Auden war der Sohn eines Arztes und einer Krankenschwester. Am bekanntesten wurde Auden als Lyriker – einige Gedichte schrieb er schon mit 13 Jahren. Daneben verfasste er eine Vielzahl an Kritiken und Essays sowie, zusammen mit seinem Freund Christopher Isherwood, den er mit 18 Jahren kennenlernte, einige Dramen (zwei von Benjamin Britten vertont). Für sein Hauptwerk, den Versdialog The Age of Anxiety (Das Zeitalter der Angst, 1947), erhielt er 1948 den Pulitzer-Preis. 1957 wurde er mit dem Antonio-Feltrinelli-Preis ausgezeichnet, 1966 mit dem Österreichischen Staatspreis für Europäische Literatur.
Als Librettist beeinflusste er bedeutende Komponisten seiner Zeit. Für Benjamin Britten, der wie Auden die Gresham’s School in Norfolk besucht hatte, richtete er den Text für den Liederzyklus Our Hunting Fathers ein. Zusammen mit seinem zweiten Lebensgefährten Chester Kallman (1921–1975) schrieb er Libretti für Igor Strawinsky (The Rake’s Progress, deutsch: Der Wüstling), für Hans Werner Henze (Die Bassariden und Elegie für junge Liebende), für Nicolas Nabokov (Love's Labours Lost), und für Carlos Chávez (The Visitors). Leonard Bernstein benutzte Audens Dichtung The Age of Anxiety, in der dieser  den Alliterationsvers als Stilmittel wiederbelebte, als Inspiration für eine namensgleiche Sinfonie, ohne den Text direkt einzusetzen.
Der Schriftsteller beschäftigte sich mit den politischen Umbrüchen seiner Zeit und verlieh diesen unter anderem auch in den Gedichten Spanien (über den Spanischen Bürgerkrieg) und 1. September 1939 (Beginn des Zweiten Weltkriegs) Ausdruck. Andere bedeutende Werke sind sein Weihnachtsoratorium For the Time Being und Dichtungen zum Tod von William Butler Yeats und Sigmund Freud.
Seine Dichtungen wurden in Filmen zitiert, beispielsweise das Trauergedicht Funeral Blues in Vier Hochzeiten und ein Todesfall (1994) oder ein Sonett an zentraler Stelle in Gruppo di famiglia in un interno (1974) von Luchino Visconti, oder Letters from Iceland in An ihrer Seite (2006).
1929 lebte er nach seinem Studium für neun Monate mit Christopher Isherwood im Berlin der Weimarer Zeit. In Deutschland besuchte er Kassel und Marburg und reiste nach Island, worüber er ein Reisebuch publizierte. Auden ergriff im Spanischen Bürgerkrieg Partei für die Republikaner und veröffentlichte einige seiner bekanntesten Gedichte über den Kampf gegen den Faschismus. Er schrieb auch über den Japanisch-Chinesischen Krieg.
1935 heiratete Auden Erika Mann, die Tochter von Thomas Mann, um der aus dem nationalsozialistischen Deutschland ausgebürgerten Schriftstellerin zu einem englischen Reisepass zu verhelfen. Obwohl die beiden nie zusammenlebten und später nur noch losen Kontakt pflegten, hatte die Ehe auf dem Papier bis zu Erika Manns Tod Bestand, und sie vermachte ihm auch einen kleinen Teil ihres Erbes.
1939 verlegte er seinen Wohnsitz nach New York, wo er zunächst lehrte. Von 1942 bis 1945 war er am Swarthmore College im Bundesstaat Pennsylvania tätig. 1946 nahm er die amerikanische Staatsbürgerschaft an. Von 1948 bis 1972 verbrachte er die Winter in den USA, die Sommer in Europa. Erst in seinem letzten Lebensjahr kehrte er in seine Heimat zurück und ließ sich in Oxford nieder. Seit 1948 war er Mitglied der American Academy of Arts and Letters.
Nachdem er sich, beeinflusst durch Karl Marx und Sigmund Freud, zunächst als Mittelpunkt der in seinen frühen Oxforder Jahren gegründeten Pylon Poets als politisch radikaler Dichter präsentiert hatte, wandte er sich später dem Christentum zu. Diese Wende findet ihren bekanntesten Ausdruck in dem Nachkriegs-Versepos Das Zeitalter der Angst.
Von 1956 bis 1960 war Auden Professor für Dichtung in Oxford (Oxford Professor of Poetry). Den Winter 1964–1965 verbrachte Auden in Berlin im Rahmen eines Artist-in-Residence-Programms der Ford Foundation.
Zwischen 1957 und 1973 lebte er in den Sommermonaten meist in Kirchstetten (Österreich), wo er auch begraben wurde. In seinem Haus wurde 1995 eine Wystan-Hugh-Auden-Gedenkstätte eingerichtet.

## Werke (Auswahl)
Auden verfasste über 400 Gedichte und 400 Essays, ferner Theaterstücke und Opernlibretti.
Gedichte
- Das Zeitalter der Angst. Ein barockes Hirtengedicht. Limes, Wiesbaden 1947. Vorwort: Gottfried Benn. Übersetzer: Kurt Heinrich Hansen. Neuausgabe: Heyne, 1985, ISBN 978-3-453-85010-1.
- Der Wanderer. Übersetzung: Astrid Claes, Edgar Lohner. Limes, Wiesbaden 1955.
- The common Life. Übersetzung: Dieter Leisegang. Bläschke, 1964.
- The Cave of Making. Übersetzung: Dieter Leisegang.  Bläschke, 1965.
- Poesiealbum Nr. 92. Übersetzungen u. a. von Ernst Jandl, Astrid Claes, Hans Magnus Enzensberger. Verlag Neues Leben, 1975.
- Poems – Gedichte. Übersetzt u. a. von Friederike Mayröcker, Hilde Spiel und Erich Fried. Deutscher Taschenbuch Verlag, 1976, ISBN 3-423-05436-0 (zweisprachig).
- Glück mit dem kommenden Tag. Nachwort und Anmerkungen von Günter Gentsch. Volk & Welt, 1978 (zweisprachig).
- Poems – Kirchstettner Gedichte 1958–1973. Hrsg. v. Peter Müller u. Karlheinz Roschitz zusammen mit der Niederösterreich-Gesellschaft für Kunst und Kultur. Zweisprachig, übersetzt von Johannes Wolfgang Paul. Oktav, Wien 1983.
- If I Could Tell You. Nachdichtungen Hans Egon Holthusen, Kurt Hoffmann und Georg von der Vring. In: Ad libitum. Sammlung Zerstreuung. Volk & Welt, Berlin 1986, ISBN 3-353-00060-7.
- Der unbekannte Bürger. Nachdichtung: Herta F. Staub. Volk & Welt, Berlin
- Anrufung Ariels Ausgewählte Gedichte (zweisprachig). Übersetzer: Erich Fried. Piper, München 1987, ISBN 3-492-10842-3, (Serie Piper 842).
- Hier und Jetzt. Ein Weihnachtsoratorium. Übersetzt von Gerhard Fritsch. Piper, 1992, ISBN 978-3-492-11168-3.
- Sag mir die Wahrheit über die Liebe. Zehn Gedichte. Übersetzer: Ernst Jandl u. a. Goldmann, München 1994, ISBN 978-3-442-43031-4 (zweisprachig), .
- Anhalten alle Uhren. Gedichte. Pendo, 2002, ISBN 978-3-85842-426-6.
- Liebesgedichte. Insel, 2008, ISBN 978-3-458-35046-0.

Essays
- Des Färbers Hand und andere Essays. Mohn, 1962. Zusammenstellung von Prosa und literaturanalytischen Texten (u. a. Shakespeare, D.H. Lawrence, Robert Frost)
- Shakespeare. Fünf Aufsätze. Insel 1964, Insel-Bücherei Nr. 811
- Worte und Noten. Rede zur Eröffnung der Salzburger Festspiele 1968. Festungsverlag Salzburg.
- Wie es mir schien.  Texte u. a. über Kierkegaard, Poe, van Gogh und Thomas Mann. Baulino, 1984.
- Ein Bewusstsein der Wirklichkeit. Piper, 1989 ISBN 978-3-492-10757-0
- Aus Shakespears Welt.  Mit einem Nachwort und übersetzt von Hanno Helbling. Pendo, 2001, ISBN 978-3-85842-416-7.

Außerdem ein Essay über den Autor im Buch Die Armen von London von Henry Mayhew.
Dramen und Opernlibretti
- Paul Bunyan. Operette. Prolog und 2 Akte. Komponist: Benjamin Britten. Deutsche Fassung: Erich Fried. UA 5. Mai 1941 New York (Columbia University). Neufassung (bearbeitet von C. Graham): 4. Juni 1976, Aldeburgh Festival.
- The Rake’s Progress. Zusammen mit Chester Kallman. Komponist: Igor Strawinsky, UA Teatro La Fenice, Venedig 1951
- Elegie für junge Liebende. Zusammen mit Chester Kallman. Komponist: Hans Werner Henze. Eine Oper in drei Akten. Schott, 1961, übersetzt von Ludwig Landgraf
- The Dog Beneath the Skin (für das Group Theatre)
- The Ascent of F6 (dito)
- On the frontier (dito)

Außerdem stammt das Libretto zu Hans Werner Henzes Literaturoper Die Bassariden von Auden, genauso wie das Libretto zu Henzes Moralitäten. Um 1943/1944 schrieb Auden zusammen mit Bert Brecht eine Neufassung von John Websters Stück Die Herzogin von Malfi.